# Marriott International
Marriott International (произн. [ˈmærɪət ˌɪntəˈnæʃənl], „Ма̀риот интерна̀шънъл“) е международна компания за управление на хотелски вериги със седалище в САЩ. Оказва услуги по управление на 6080 хотела с общ капацитет от 1,2 млн. стаи под имената на 30 бранда в 90 страни по целия свят (за 2016 г.).

## Дейност
Под търговските марки, принадлежащи на Marriott International, работят 6080 хотела с общ капацитет от 1 190 604 стаи, обаче само 22 хотела с 9900 стаи се намират в собственост на компанията, останалите действат с права на франчайзинг (54% от броя стаи) или се намират под друго управление (44%). Две трети от общия брой стаи се намират в САЩ и Канада. Средната заетост на стаите през 2016 г. е възлизала на 72,5% (74,2% в Северна Америка, 68,5% в другите региони). Най-големите хотели, собственост на компанията, са:
- Sheraton Centre Toronto Hotel (Торонто, Канада, 1372 стаи);
- The Westin Peachtree Plaza, Atlanta (Атланта, щат Джорджия, САЩ, 1073 стаи);
- Le Centre Sheraton Montreal Hotel (Монреал, Канада, 825 стаи);
- Sheraton Mexico City Maria Isabel Hotel (Мексико, Мексико, 755 стаи);
- Sheraton Buenos Aires Hotel & Convention Center (Буенос Айрес, Аржентина, 740 стаи)[1].

### Корпоративна култура
През 2013 г. Marriott International заема 69 място в рейтинга на 100-те най-добри работодатели, който всяка година публикува Fortune. 10% от служителите работят в компанията по 20 години и повече. Работещите в компанията могат да ползват услугите на детски градини, корпоративни фитнес-центрове; действа програма за съкратена седмица (работният ден се увеличава така, че да може да не се работи в петък); има възможност да се работи от вкъщи; действа политика по отстраняване на дискриминацията, в това число относно хора с нетрадиционна сексуална ориентация.
Действат програми за повишаване на квалификацията. Така например, за сметка на компанията действат онлайн курсове за чужди езици „Rosetta Stone“ („Розетски камък“), където служителите могат да избират измежу 30 езика.

## Брандове
- Marriott Hotels (546 хотела със 194 хиляди стаи)
- Courtyard (1098 хотела със 163 хиляди стаи)
- Sheraton (449 хотела със 159 хиляди стаи)
- Residence Inn (734 хотела с 90 хиляди стаи)
- Westin (217 хотела с 81 хиляди стаи)
- Fairfield Inn & Suites (840 хотела със 78 хиляди стаи)
- Renaissance Hotels (163 хотела на 52 хиляди стаи)
- SpringHill Suites (359 хотела с 43 хиляди стаи, САЩ и Канада)
- Four Points (227 хотела с 41 хиляди стаи)
- JW Marriott (80 хотела с 35 хиляди стаи)
- TownePlace Suites (301 хотела с 30 хиляди стаи, САЩ и Канада)
- Le Méridien (106 хотела с 28 хиляди стаи)
- The Ritz-Carlton (98 хотела с 28 хиляди стаи)
- Autograph Collection Hotels (111 хотела с 25 хиляди стаи)
- Aloft Hotels (116 хотела с 20 хиляд стаи)
- The Luxury Collection (97 хотела с 19 хиляди стаи)
- W Hotels (51 хотела с 14 хиляди стаи)
- AC Hotels by Marriott (95 хотела с 13 хиляди стаи)
- Delta Hotels (37 хотела с 10 хиляди стаи, Канада и САЩ)
- Protea Hotels (97 хотела с 9 хиляди стаи)
- St. Regis (38 хотела с 8 хиляди стаи)
- Gaylord Hotels (5 хотела с 8 хиляди стаи, САЩ)
- Tribute Portfolio (22 хотела с 5 хиляди стаи)
- Marriott Executive Apartments (28 хотела с 4 хиляди стаи)
- Element Hotels (23 хотела с 3 хиляди стаи)
- Moxy Hotels (7 хотела с 1300 стаи)
- EDITION (4 хотела с 1300 стаи, САЩ, Европа и Азия)
- Bulgari Hotels & Resorts (3 хотела с 200 стаи, Европа и Азия)
- Marriott Vacation Club
- Design Hotels[1]

## Marriott в България
В София се строи първият в страната хотел от веригата, като има планове за строеж на хотели още в три български града. Хотелът е в района на бившия Солни пазар, на мястото на изгорелия през 1983 г. Софийски цирк.